# ستار تريك: السلسلة الأصلية
ستار تريك: السلسلة الأصلية هو مسلسل تلفزيوني أمريكي من تأليف جين رودينبيري وبطولة ويليام شاتنر، ليونارد نيموي وديفورست كيلي. عُرضت 3 مواسم و79 حلقة على قناة هيئة الإذاعة الوطنية في الفترة من 8 سبتمبر 1966 حتى 3 يونيو 1969.

## وصلات خارجية
- ستار تريك: السلسلة الأصلية على موقع IMDb (الإنجليزية)
- ستار تريك: السلسلة الأصلية على موقع ميتاكريتيك (الإنجليزية)
- ستار تريك: السلسلة الأصلية على موقع الموسوعة البريطانية (الإنجليزية)
- ستار تريك: السلسلة الأصلية على موقع روتن توميتوز (الإنجليزية)
- ستار تريك: السلسلة الأصلية على موقع نتفليكس (الإنجليزية)
- ستار تريك: السلسلة الأصلية على موقع أول موفي (الإنجليزية)
- ستار تريك: السلسلة الأصلية على موقع فيلمافينيتي (الإسبانية)
- ستار تريك: السلسلة الأصلية على موقع كينوبويسك (الروسية)
- ستار تريك: السلسلة الأصلية على موقع ألو سيني (الفرنسية)
- ستار تريك: السلسلة الأصلية على موقع قاعدة بيانات الفيلم (الإنجليزية)